# Klasse A 1910/11
Die Klasse A 1910/11 war die 2. Spielzeit der höchsten luxemburgischen Fußballliga.
Vier Teams nahmen an der Meisterschaft teil. Sporting Club Luxemburg gewann den ersten Titel.

## Tabelle
| Pl. | Verein                  | Sp. | S | U | N | Tore    | Diff. | Punkte |
| --- | ----------------------- | --- | - | - | - | ------- | ----- | ------ |
| 1.  | Sporting Club Luxemburg | 6   | 4 | 1 | 1 | 015:900 | +6    | 09:30  |
| 2.  | SC Differdingen         | 6   | 4 | 1 | 1 | 008:600 | +2    | 09:30  |
| 3.  | US Hollerich/Bonneweg   | 6   | 2 | 2 | 2 | 010:700 | +3    | 06:60  |
| 4.  | FC Mansfeldia Clausen   | 6   | 0 | 0 | 6 | 001:150 | −14   | 0:12   |

## Finale
|                         | Ergebnis |                 |
| ----------------------- | -------- | --------------- |
| Sporting Club Luxemburg | 3:0      | SC Differdingen |